# 오만 항공의 운항 노선
오만 항공은 다음과 같은 노선을 운항하고 있다.(2015년 4월 기준)

## 운항 노선

### 아시아

#### 동아시아
- 중화인민공화국
  - 광저우 - 광저우 바이윈 국제공항

#### 동남아시아
- 말레이시아
  - 쿠알라룸푸르 - 쿠알라룸푸르 국제공항
- 인도네시아
  - 자카르타 - 수카르노 하타 국제공항
- 태국
  - 방콕 - 수완나품 국제공항
- 필리핀
  - 마닐라 - 니노이 아키노 국제공항

#### 남아시아
- 네팔
  - 카트만두 - 트리부반 국제공항
- 스리랑카
  - 콜롬보 - 반다라나이케 국제공항
- 인도
  - 델리 - 인디라 간디 국제공항
  - 뭄바이 - 차트라파티 시바지 국제공항
  - 방갈로르 - 벵갈루루 국제공항
  - 첸나이 - 첸나이 국제공항
  - 고아 - 고아 국제공항[1]
  - 고치 - 코친 국제공항
  - 코지코드 - 코지코드 국제공항
  - 트리반드룸 - 트리반드룸 국제공항
  - 하이데라바드 - 라지브 간디 국제공항
  - 러크나우 - 마우시 공항
  - 자이푸르 - 자이푸르 공항

#### 서남아시아
- 레바논
  - 베이루트 - 베이루트 라픽 국제공항
- 바레인
  - 마나마 - 바레인 국제공항
- 사우디아라비아
  - 리야드 - 킹 칼리드 국제공항
  - 제다 - 킹 압둘아지즈 국제공항
  - 담맘 - 킹 파드 국제공항
  - 메디나 - 프린스 모하메드 빈 압둘아지즈 국제공항
- 아랍에미리트
  - 아부다비 - 아부다비 국제공항
  - 두바이 - 두바이 국제공항
- 오만
  - 무스카트 - 무스카트 국제공항 허브
  - 살랄라 - 살랄라 공항
  - 소하르 - 소하르 공항
  - 카사브 - 카사브 공항
- 요르단
  - 암만 - 퀸 알리아 국제공항
- 이라크
  - 나자프 - 알 나자프 국제공항
- 이란
  - 테헤란 - 테헤란 이맘 호메이니 국제공항
  - 마슈하드 - 마슈하드 국제공항
- 카타르
  - 도하 - 하마드 국제공항
- 쿠웨이트
  - 쿠웨이트 시티 - 쿠웨이트 국제공항
- 파키스탄
  - 이슬라마바드 - 베나지르 부토 국제공항
  - 카라치 - 진나 국제공항
  - 라호르 - 알라마 이크발 국제공항

### 아프리카

#### 동아프리카
- 케냐
  - 나이로비 - 조모 케냐타 국제공항
- 탄자니아
  - 잔지바르 - 아베이드 아마니 카루메 국제공항
  - 다르에스살람 - 줄리어스 니에레레 국제공항

#### 북아프리카
- 모로코
  - 카사블랑카 - 모하메드 V 국제공항 - (2018년 7월 1일 신규취항)
- 이집트
  - 카이로 - 카이로 국제공항

### 유럽

#### 서유럽
- 영국
  - 런던 - 런던 히드로 국제공항
  - 맨체스터 - 맨체스터 공항
- 프랑스
  - 파리 - 파리 샤를 드 골 국제공항
- 독일
  - 뮌헨 - 뮌헨 국제공항
  - 프랑크푸르트 - 프랑크푸르트 국제공항

#### 중유럽
- 스위스
  - 취리히 - 취리히 국제공항

#### 남유럽
- 이탈리아
  - 밀라노 - 밀라노 말펜사 국제공항

#### 동유럽
- 러시아
  - 모스크바 - 도모데도보 국제공항 - (2018년 10월 28일 재취항)

## 단항 노선[2]

### 아시아

#### 동남아시아
- 싱가포르
  - 싱가포르 - 싱가포르 창이 국제공항

#### 남아시아
- 방글라데시
  - 다카 - 샤잘랄 국제공항
  - 치타공 - 샤아마나트 국제공항

#### 서남아시아
- 오만
  - 디바 - 디바 공항
  - 마시라 - 마시라 공항
  - 수르 - 수르 공항
- 파키스탄
  - 과다르 - 과다르 국제공항
  - 페샤와르 - 페샤와르 국제공항

### 아프리카
- 케냐
  - 몸바사 - 모이 국제공항

### 유럽
- 러시아
  - 모스크바 - 도모데도보 국제공항